# 科拉西布縣
科拉西布縣是印度的一個縣，位於該國東北部，由米佐拉姆邦負責管轄，面積1,382平方公里，識字率為93.5%，2011年人口83,955，人口密度每平方公里61人。

## 外部連結
- Kolasib district website
- Kolasib website （页面存档备份，存于）

24°13′48″N 92°40′48″E / 24.23000°N 92.68000°E